# Wysoka (województwo mazowieckie)
Wysoka – wieś w Polsce położona w województwie mazowieckim, w powiecie szydłowieckim, w gminie Szydłowiec. Ma status sołectwa.
| SIMC    | Nazwa        | Rodzaj    |
| ------- | ------------ | --------- |
| 0639601 | Stara Wysoka | część wsi |

Wieś jest siedzibą rzymskokatolickiej parafii św. Mikołaja.

## Nazwa
Nazwa Wysoka wiąże się z tym, że wieś jest wysoko położona na szczycie wzgórza o tej samej nazwie.

## Położenie
Wysoka położona jest około 8 kilometrów na północ od Szydłowca, w odległości 3 kilometrów od trasy europejskiej E77. 

## Historia
Wieś założona w XIV w. przez chlewicką linię Odrowążów. Prywatna wieś szlachecka, położona była w drugiej połowie XVI wieku w powiecie radomskim województwa sandomierskiego. Wieś była własnością Mikołaja Zdziechowskiego w 1508 roku. Ok. 1610 roku Albrecht Radziwiłł, dziedzic na Szydłowcu kupił ją (wraz z Jankowicami) z dóbr chlewickich i przyłączył do szydłowieckiego klucza dóbr Radziwiłłów. W 1724 r. wieś Wysoka została przekazana księżnej Mariannie Radziwiłłowej. Odcięło to wieś z dóbr szydłowieckich i automatycznie przyłączono do dóbr siedziby Radziwiłłów w Nieswieżu. W tej wsi, w latach 1637–1655 proboszczem był poeta Hiacynt Przetocki. Żył tu i działał również Michał Mosiołek – polski publicysta i pozytywista. 
W latach 1975–1998 miejscowość należała administracyjnie do województwa radomskiego.

## Infrastruktura
- zabytkowy kościół Św. Mikołaja
- publiczna szkoła podstawowa
- wiejski ośrodek zdrowia
- ochotnicza straż pożarna
- agencja pocztowa